# Lycaon (Griekse mythologie)

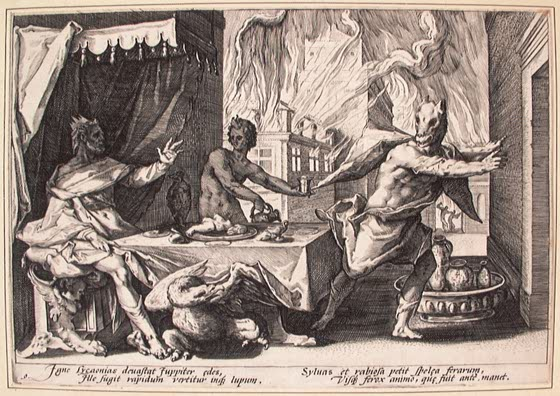
Lycaon wordt in een wolf veranderd, op de plaats die later Trapezus wordt genoemd, gravure door Hendrick Goltzius (1558-1617) voor Ovidius' boek Metamorfosen

De naam Lycaon (Oudgrieks: Λυκάων, Lykaoon) kan betrekking hebben op drie figuren uit de Griekse mythologie:

## Lycaon, koning van Arcadië
Lycaon, zoon van Pelasgus, was de koning van Arcadië. Lycaons moeder was ofwel Meliboea (dochter van Oceanus), Cyllene of Deianira. De Arcadische stad Nonakris zou naar zijn echtgenote zijn vernoemd. Hij had minstens drie dochters: Callisto, Dia en Psophis en tweeëntwintig dan wel vijftig zonen. Hij zou als brenger van beschaving de stad Lycosura hebben gesticht, de cultus van Zeus Lycaeus (de Lycaea) op de berg Lycaeus hebben opgericht en de traditie van de Lycaeaanse Spelen zijn begonnen, die volgens Pausanias ouder waren dan de Panatheense Spelen.  Volgens Hyginus droeg Lycaon de eerste tempel aan Hermes of Cyllene op. Lycaon leefde in de tijd vóór de Grote Vloed. Hij werd door zijn jongste zoon Nyktimos of zijn kleinzoon Arcas opgevolgd. Volgens Apollodorus deed Deukalions Vloed zich voor tijdens de regering van Nyktimos. 

### Mensenoffer
Volgens Plato, in zijn Republiek (Boek VIII), kwamen bij de Lycaea mensenoffers voor en lycantropie, het aannemen van de gedaante van een wolf. En volgens Pausanias kwam de rite nog in de tweede eeuw voor. Lycaon bood  Zeus een van zijn kinderen, namelijk Arcas of Nyktimos, als eten aan.
Een afwijkende versie is dat Zeus Callisto, de dochter van Lycaon, verkrachtte. Als gevolg hiervan werd Arcas geboren. De zonen stelden vervolgens Zeus op de proef door hem met dierenvlees gemengd mensenvlees voor te zetten, waarop Zeus de zonen doodde. In beide versies verandert Zeus als straf Lycaon in een wolf (in het Oudgrieks: λύκος (lykos)). Van dit verhaal stamt het verhaal van weerwolven (lycantropen).
Volgens de versie, die door Ovidius in zijn Metamorphosen wordt verteld, wilde Lycaon de god, die onderdak bij hem had gevonden, 's nachts met zijn dolk kelen, maar hem eerst een maal voorzetten van gekookt en geroosterd vlees van een krijgsgevangen genomen gezant van de Molossiërs. Zeus liet vuur op Lycaons burcht neerdalen, maar Lycaon wist bijtijds te vluchten. Lycaon werd in een bruingrijze wolf veranderd en Zeus riep de godenvergadering op de mensheid die slecht geworden was, getuige Lycaon, te verdelgen. Er werd besloten de mensheid een zondvloed te zenden, maar de mensheid toch een kans te geven: de enige overlevenden waren Deukalion en Pyrrha, die een nieuw mensengeslacht op aarde zetten.

### Lycaons zonen
Lycaon liet volgens Dionysius van Halicarnassus zijn rijk Arcadië na aan zijn tweeëntwintig zonen, maar Peucetis zocht zijn heil elders en werd de stamvader van de Peucetiërs, een van de drie stammen van de Iapygiërs, die in de klassieke oudheid in Apulia in Italië woonden. Volgens de Bibliotheca van Pseudo-Apollodorus bracht Lycaon vijftig zonen voort, de Lykaonides. Ze waren slecht en werden op Nyktimus na door Zeus' bliksem gedood of veranderd in een wolf. 
Lycaons zonen waren onder meer: Acacus, Alipherus, Bucolion, Canethus, Caucon, Eleuther, Euaemon, Haemon, Hopleus, Linus, Macareus, Macednus, Maenalus, Mecisteus, Nyctimus, Oenotrus, Orestheus, Pallas, Parrhasius, Peucetius, Phineus, Phthius, Tegeates en Thesprotus. Ze gaven hun namen aan steden in Arcadië.

## Lycaon, zoon vanPriamusvanTroje
Deze Lycaon werd door Achilles gedood of, volgens een andere versie, als slaaf door Patroclus verkocht.

## Lycaon, zoon vanAres
Lycaon, de zoon van de oorlogsgod Ares (Mars) werd door Hercules gedood.